# Rolls-Royce Trent 900
Rolls-Royce Trent 900 — турбовентиляторний двигун з високою двоконтурністю, вироблений Rolls-Royce plc для літака Airbus A380, який конкурує з Engine Alliance GP7200. Спочатку запропонований для Boeing 747-500/600X у липні 1996 року, від цього першого застосування пізніше відмовилися, але його запропонували для A3XX, запущеного як A380 у грудні 2000 року. Перший тест відбувся 18 березня 2003 року, а перший політ — 17 Травень 2004 року на випробувальному стенді A340 і був сертифікований EASA 29 жовтня 2004 року. Виробляючи до 374 кН (84 000 фунт-сил), Trent 900 має тривальний вентилятор сімейства Rolls-Royce Trent з довжиною 2,95 м (116 дюймів). Коефіцієнт двоконтурності 8,5–8,7:1 і загальний коефіцієнт тиску 37–39:1.